# Репресії в Україні 1972
Репресії в Україні 1972 року

## Історія

Фото Івана Дзюби, заарештованого КДБ під час операції «Блок». 12 січня 1972

Фото заарештованого В'ячеслава Чорновола, 1972

Фото заарештованого Олеся Сергієнка, 1972

Фото заарештованого Івана Світличного, 1972

12—14 січня 1972 року КГБ УРСР розпочав операцію «Блок», заарештувавши велику групу українських дисидентів:
- у Києві: Василь Стус, Іван Світличний, Євген Сверстюк, Леонід Плющ, Данило Шумук, Микола Плахотнюк, Зіновій Антонюк, Олесь Сергієнко, Іван Коваленко.

- у Львові: В'ячеслав Чорновіл, Михайло Осадчий, Іван Гель, Стефанія Шабатура, Ірина Стасів-Калинець.

11 жовтня 1971 Олекса Різнеків м.Одеса;
6 грудня 1971 Ніна Строката в м. Нальчику, Кабардино-Балкарія;
20 січня 1972р. був заарештований священик Василь Романюк (згодом патріарх УПЦ КП Володимир);
14 лютого був арештований Юрій Шухевич в м. Нальчику, Кабардино-Балкарія,
20 лютого — поет Микола Холодний;
21 лютого — інженер Василь Долішній (на Івано-Франківщині);
18 квітня — літературознавець Іван Дзюба,
11 травня — психіатр Семен Ґлузман, 
18 травня — філолог Надія Світлична (в Києві);
21 червня — інженери Анатолій Здоровий та Ігор Кравців (в Харкові);
6 липня — філософи Василь Лісовий і Євген Пронюк (у Києві);
13 липня — викладачі Кузьма Матвіюк та Богдан Чорномаз (в Умані);
11 серпня — поет Ігор Калинець (у Львові);
17 листопада — поетеса Ірина Сеник (у Бориславі), 9 грудня — лікар Лідія Гук (у Скадовську)[джерело?].
25 травня у Львові наклав на себе руки видавець самвидаву інженер Мар'ян Гатала[джерело?].
Арешти тривали й у 1973—1974 роках[джерело?].
Загалом по Україні 1972 року заарештовано 100 осіб.
За даними Людмили Алексєєвої, у 1972—1974 за участь в українському національно-демократичному русі було заарештовано більше 122 осіб.
За даними Харківської правозахисної групи, у 1972—1974 в Україні заарештували 193 особи, у тому числі за антирадянську пропаганду — 100 осіб, за релігійні переконання — 27 осіб[джерело?].

## "Справа Добоша"
Безпосереднім приводом для арештів стало затримання на станції Чоп 4 січня 1972 громадянина Бельгії, члена «Спілки української молоді» Ярослава Добоша: він намагався вивезти за кордон фотокопію «Словника рим української мови» Святослава Караванського, тоді вже політв’язня. Перед тим Добош у Києві зустрічався з І.Світличним та іншими шістдесятниками. У КГБ його примусили зізнатися, що він прибув «для виконання завдання закордонного антирадянського центру бандерівців ОУН». Добош виступив із каяттям по радянському телебаченню, його відповідну заяву опублікувала радянська преса, після чого його вислали за кордон СРСР[джерело?].
15 січня 1972 газета «Радянська Україна» повідомила: «Органами Комітету державної безпеки при Раді Міністрів УРСР за проведення підривної антирадянської діяльності заарештовано туриста з Бельгії Ярослава Добоша. Ведеться слідство»[джерело?].
11 лютого газети «Радянська Україна», «Правда Украины» і «Вечірній Київ» повідомили: «Органами Комітету державної безпеки при Раді Міністрів УРСР за проведення на території республіки ворожої діяльності заарештовано підданого Бельгії Добоша Ярослава. Попереднім слідством встановлено, що Добош прибув для виконання злочинного завдання зарубіжного антирадянського центру ОУН, що перебуває на утриманні імперіалістичних розвідок і використовується ними в проведенні підривної діяльності проти Радянської держави. За проведення ворожої соціалістичному ладові діяльності і в зв’язку зі справою Добоша притягнуті до кримінальної відповідальності Світличний І.О., Чорновол В.М. , Сверстюк Є.О. та ін. Слідство триває»[джерело?].

## Зміна комуністичних еліт УРСР
Репресії 1972 року були загальносоюзною операцією КГБ. 30 грудня 1971 року Політбюро ЦК КПРС ухвалило рішення про початок акції проти самвидаву . Партійне керівництво УРСР на чолі з Петром Шелестом підтримало цю ініціативу, проте Москва використала ситуацію проти тодішнього київського проводу. 26 травня 1972 року Петро Шелест був звільнений з посади першого секретаря ЦК КПУ, його місце зайняв Володимир Щербицький. За короткий час команду Шелеста усунули від влади в УРСР. Їхнє місце зайняли набагато лояльніші щодо Москви керівники[джерело?].

## Суди
Улітку й восени 1972 відбулися судові процеси. Майже всіх заарештованих засудили за статтею 62 Кримінального кодексу УРСР. До спецпсихлікарні потрапили Микола Плахотнюк, Леонід Плющ, Василь Рубан та Борис Ковгар[джерело?].
За даними Людмили Алексєєвої, було засуджено 89 осіб. Із Західної України – 55 (з них 13 зі Львова). Зі Східної та Центральної України – 48 (з них 28 з Києва) .

## Наслідки
Репресії 1972 року поклали кінець руху шістдесятників. Акція проти українського самвидаву вдалася. Він перестав бути основним засобом боротьби з тоталітарним режимом. Розповсюдження самвидаву на деякий час значно зменшилося.
На волі після арештів січня 1972 року були спроби продовжувати боротьбу у старий спосіб. У Львові з’явився випуск 6 «Українського вісника», підготовлений Михайлом Косівим, Ярославом Кендзьором та Атеною Пашко. Цей випуск дістав назву «львівський», бо майже паралельно з ним, у березні 1972 у Києві Василь Лісовий, Євген Пронюк і Василь Овсієнко видали спецвипуск «Українського вісника» з інформацією про арешти, і теж під №6. Згодом більшість видавців теж були репресовані[джерело?].

## Ресурси Інтернет
- 40 років від дня «Генерального погрому» // Дисидентський рух в Україні
- Василь Овсієнко. Особистість проти Системи. До 40-річчя арештів 1972 року // Україна молода, 12.01.2012